# ボビー・ジュード
ボビー・ジュード（Bobby Judo、1983年11月6日 - ）は福岡県・佐賀県を拠点に活動するアメリカ・フロリダ出身のタレント・料理研究家・YouTuber。ボビー・ジュードは実名である。

## 略歴
アメリカ合衆国フロリダ州出身。大学卒業を控えた頃、違う国に住んでみたいと考えており、2006年、外国語指導助手のALT制度を利用して来日した。禅に興味を惹かれたとも語っている。2009年、YouTubeチャンネルを開始し、2010年、雑誌「福岡Walker」に料理コラムを執筆する。同年、日本人の妻と結婚、サガテレビ情報番組のリポーターとして出演。その後、KBCテレビでも活動を始める。現在はテレビ・ラジオ・イベント・モデル・役者・観光ガイドなどを務めている。
2017年1月、福岡県福岡市から福岡県糸島市に転居した。
2022年4月、福岡県糸島市から佐賀県唐津市七山に転居した。

## 出演番組

### 映画
- 「怒り」 (2016年9月17日公開) 米兵役

### TV番組
- かちかちPress（サガテレビ）BOBY’ｓ Kitchenの料理コーナー （2014年 - 2021年）
- アメージパング!（TBS）（2015年）リポーター
- 俳句さく咲く！ （2016年4月24日 - 、NHKEテレ）[4]
- アサデス。KBC（KBCテレビ ）wow!聞き込み！アサデス旅行社（ふるさとwish） リポーター（毎週火曜、2019.1〜） スポーツニュース内のJリーグコーナー担当（毎週月曜、〜2018.12）
- アサデス。九州・山口（KBCテレビ制作、九州・山口ブロックネット）中継レポーター
- 今日感テレビ（rkbテレビ、毎週月曜・不定期）（-2020年9月）コメンテーター
- 日立 世界・ふしぎ発見!（TBSテレビ）不定期出演
- CYCLE AROUND JAPAN（NHKワールドTV）不定期出演 （ニュース シブ5時 （NHK総合）においても不定期放送）[5]
- ネプリーグ （2019年5月）
- ガッテン！夏特番（NHK）（2019年8月）
- TOKYO MX NEWS（TOKYO MX、2020年1月20日） - ゲスト[6]

### ラジオ
- 天神UNITED（LoveFM）DJ （2013年～2018年）
- KBC長浜横丁（KBCラジオ）レギュラー （2016年～2017年）

## YouTubeでの活動
YouTubeの自身のチャンネルでも活動しており、特技である料理コンテンツ、外国に関する日本人が抱く疑問にビールを飲みつつノミニケーション形式で答えていく「ボビーと1ビール」など様々な形で国際交流を図っている。

## 著書
- 『世界が日本に夢中なワケ』（宝島社、2015/3/18）ISBN 978-4800239457
- 『Bobby's Recipe Book -ボビー ジュードのレシピブック』（サガテレビ、2015）ISBN 978-4990826505

## 関係事項
- 外国人タレント
- フロリダ州出身の人物一覧
- YouTuber
- 料理研究家